# 433 에로스

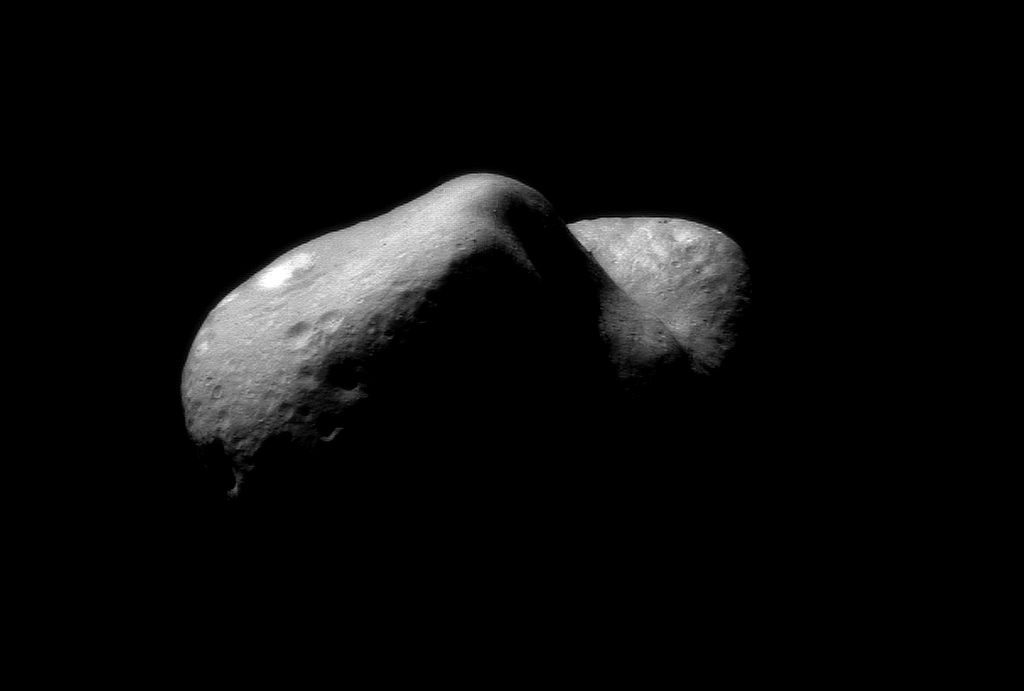
니어 슈메이커 우주선이 보내온 에로스의 모습

433 에로스(영어: 433 Eros)는 그리스 신화에 나오는 사랑의 신 에로스의 이름이 붙여진 소행성이다. S형 소행성이며 크기는 약 34.4 × 11.2 × 11.2 km로 지구에 최대 0.149252 AU까지 근접한다. 근지구 소행성 가운데 두 번째로 크며, 화성 횡단 소행성이기도 하다.
몇몇 충돌구가 있으며, 표면을 가로 질러 흩어져 있는 커다란 바위들은 약 1억년 전의 충돌에 의해 생겨난 충돌구에서 분출된 것으로 보인다. 표면 온도는 낮 시간 때 최대 100도가량 오르다가 밤 시간 동안에는 영하 150도까지 내려간다.
니어 슈메이커 우주선은 에로스를 방문해 궤도를 돌면서 표면에 대한 세밀한 사진을 찍었다. 그리고 2001년 2월 12일 마지막 임무로 소행성의 표면에 착륙하였는데, 이는 우주선이 소행성에 착륙한 최초의 사례이다.

## 가시성
2012년 1월 31일에는 지구에 0.17867 AU까지 접근하였으며 이것은 지구-달 사이 거리의 70배에 해당하는 거리였고, 겉보기 등급이 +8.1 등급이었다. 1975년과 2056년 같이 81년 마다 +7.0 등급에 도달하며, 이 때는 해왕성과 소행성대에서 4 베스타와 가끔씩 2 팔라스, 7 이리스를 제외하면 어떠한 소행성들 보다 밝다.